# Thạnh Bình, Giồng Riềng
Thạnh Bình là một xã thuộc huyện Giồng Riềng, tỉnh Kiên Giang, Việt Nam.

## Địa lý
Xã Thạnh Bình có vị trí địa lý:
- Phía đông giáp xã Thạnh Hưng
- Phía tây giáp xã Thạnh Hòa
- Phía nam giáp thị trấn Giồng Riềng
- Phía bắc giáp huyện Tân Hiệp.

Xã Thạnh Bình có diện tích 22,36 km², dân số năm 2020 là 8.564 người, mật độ dân số đạt 383 người/km².

## Hành chính
Xã Thạnh Bình được chia thành 5 ấp: Bờ Xáng, Cây Quéo, Chà Rào, Ngã Sáu, Thạnh Bình.

## Lịch sử
Ngày 27 tháng 9 năm 1983, Hội đồng Bộ trưởng ban hành Quyết định số 107-HĐBT về việc chia xã Thạnh Hoà thành 2 xã lấy tên là xã Thạnh Hoà và xã Thạnh Bình.
Ngày 29 tháng 6 năm 2009, Chính phủ ban hành Nghị quyết số 29/NQ-CP về việc thành lập xã Thạnh Bình trên cơ sở 1.918,08 ha diện tích tự nhiên và 7.596 nhân khẩu của xã Thạnh Hòa.